# 귀신 보는 형사 처용
《귀신 보는 형사 처용》은 OCN에서 2014년 2월 9일부터 2014년 4월 6일까지 방영된 오리지널 시리즈이다.

## 줄거리
귀신 보는 형사 윤처용이 도시괴담 뒤에 숨겨진 미스터리 사건을 해결해 나가는 수사극.

## 등장 인물

### 주요 인물
- 오지호 : 윤처용(30대 중반) 역 (아역 : 조용진) - 서울지방경찰청 광역수사대 강력2팀 경사
- 오지은 : 하선우(20대 중반) 역 - 서울지방경찰청 광역수사대 강력2팀 순경
- 전효성 : 한나영(18세) 역 - 서울지방경찰청을 떠도는 영혼, 여고생, 선우의 친구

### 서울지방경찰청
- 유승목 : 변국진(40대 중반) 역 - 서울지방경찰청 광역수사대 강력2팀 팀장, 경감
- 연제욱 : 이종현(20대 후반) 역 - 서울지방경찰청 광역수사대 강력2팀, 경장
- 유민규 : 박민재(20대 초반) 역 - 서울지방경찰청 광역수사대 강력2팀

### 그 외 인물
- 노승범 : 강 형사 역
- 백성현 : 장대석 역 - 7년전 처용의 파트너 형사
- 최덕문 : 양수혁 역 - 7년전 연쇄살인사건 용의자, 건설사 측량기사

#### 귀신 보는 형사 PART I, II
- 강기화 : 민주연 역 - 세준의 엄마, 살인사건 피해자
- 김영재 : 의사 역
- 오재균 : 장기밀매업자 역 - 검은별 문신남
- 석현
- 곽자형 : 황풍호 역
- 이미경
- 조성희 : 병원 보안실 직원 역
- 전헌태 : 수사과장 역
- 전지안 : 김혜선 역 - 택시 납치사건 피해자
- 허정진 : 동인병원 고위관계자 역
- 임지현
- 김정석
- 김초희
- 조은형
- 조용봉
- 현숙희 : 교통사고로 쓰러진 할머니 역
- 정재진 : 교통사고로 쓰러진 할머니의 남편 역
- 미상 : 교통사고 낸 남자 역
- 미상 : 조동찬 역 - 택시 연쇄실종사건 용의자
- 이원장 : 의사 역
- 서민경 : 입원 환자 역
- 김주아 : 입원 환자 역
- 미상 : 순찰 도는 순경 역
- 미상 : 이민영 역 - 보험설계사
- 미상 : 세준 역

#### 영혼의 메시지
- 정소영 : 최연서 / 강미수 역 - 살인사건 피해자
- 조재완 : 김재광 역 - 강미수의 남편
- 장은아 : 오현진 역 - 강미수의 친구
- 오용
- 배성우 : 장철호 역 - 폭력전과 4범, 사채업자
- 송영규 : 원영훈 역 - 요양원 운영
- 문세윤 : 인터넷 방송 BJ 역
- 오희준 : 인터넷방송 촬영감독 역
- 윤나희
- 이상훈
- 손영순 : 여순복 역 - 강미수의 할머니
- 염수진
- 홍재성 : 약물분석 연구원 역
- 이선구 : 사채업자 역
- 손희순
- 반아름
- 이도연
- 권해성 : 송병창 역 - 최연서의 남편
- 미상 : 요양원 간호사 역

#### 메모리즈
- 조덕현 : 교감선생님 역
- 지대한 : 주임선생님 역
- 이미은 : 박슬기의 어머니 역
- 우진희 : 강제이 역 - 피해자
- 김나현 : 박슬기 역
- 최예슬 : 한미희 역
- 황별아
- 지수민 : 정연주 역
- 임지수
- 윤예원 : 정민 역 - 선우의 친구
- 홍예은 : 학생 역
- 한설
- 김지연
- 윤후정 : 학생 역
- 신지민
- 정성희
- 정연주
- 윤정아
- 박승현
- 손흥민

#### 침묵의 도시
- 마붑알엄펄럽 : 뚜라 역 - 외국인 노동자, 살인사건 피해자
- 안 내쉬 : 익발 역 - 뚜라의 친구, 외국인 노동자
- 박충선 : 김성훈 역 - 진성실업 사장
- 김명준
- 정찬운
- 진선규 : 이근희 역 - 진성실업 과장
- 고원희 : 한글학당 선생님 역
- 박상언
- 미상 : 손선호 역 - 진성실업 상무
- 미상 : 박범규 역 - 진성실업 부장

#### 돌이킬 수 없는
- 김학준 : 남궁인석 역 - 살인사건 피해자, 건축사무소 운영
- 이상인 : 이동미 역 - 남궁인석의 전 애인
- 김강일 : 송재학 역 - 서초경찰서 경감, 청부살인업자
- 김희령 : 안길자 역 - 최용준의 어머니
- 강성민 : 최용준 - 이동미의 남편
- 전창걸 : 시신 최초발견자 1 역
- 송영재 : 시신 최초발견자 2 역
- 강성필 : 청진기 역 - 귀신
- 한영준 : 서초경찰서 형사 역
- 심훈기 : 권혁제 역 - 남궁인석의 친구이자 건축사무소 동업자
- 손희순 : 남궁인석의 어머니 역
- 안성건
- 김진이 : 이동미의 친구 역 - 남궁인석, 이동미와 대학동문
- 이지운
- 이진오
- 미상 : 흥신소 직원 1 역
- 미상 : 흥신소 직원 2 역

#### 악의 가면
- 양은용 : 박명희 역 (아역 : 미상)
- 서호철 : 박유석 역 - 박명희의 오빠
- 허정규 : 염진원 역 - 박명희의 남편
- 강석정 : 임동철 역 - 박유석으로 인해 부인을 잃은 남편
- 곽명화 : 박명희의 동창 역 (아역 : 미상)
- 염혜아 : 장혜지 역 - 박명희의 의붓딸
- 조용진 : 이병훈 역 - 박명희의 아들
- 김종석
- 노혜은 : 조각상을 가져간 여자 역
- 이계영 : 철물점 사장 역
- 오창경 : 마약조직원 천기태 역
- 김철
- 고명우
- 황재열 : 민국의 지인 역
- 차상미 : 박명희의 이웃주민 역
- 이은실
- 주호수
- 윤준석
- 김세아
- 정하은
- 지성근 : 보험서류에 대신 싸인하는 남자 역
- 유지혜
- 신동원
- 김하늘
- 민우혁
- 미상 : 장혜지 사건 담당형사 역
- 미상 : 형사 역
- 미상 : 민국 역 - 박명희의 전 남편
- 미상 : 박명희의 이웃주민 역
- 미상 : 보험설계사 역
- 미상 : 보험회사 직원 역
- 미상 : 감찰조사관 1 역
- 미상 : 감찰조사관 2 역

#### 어떤 정의
- 김민상 : 양만석 역 - 양지수의 아버지
- 김성희 : 양지수 역 - 피해자
- 조원 : 박형철 역 - 연구원
- 박우천 : 조병호 역 - 야구선수
- 채병찬 : 최규환 역
- 박정환 : 성폭행 하려다 귀신보고 도망간 남자 역
- 유희석
- 김우주
- 박용진
- 임원일
- 김성아
- 홍친권
- 민찬욱
- 이광재
- 최교식 : 양만석의 직장동료 역
- 민우기
- 조용우
- 김장석
- 미상 : 박형철의 아버지 역
- 미상 : 박형철의 전 약혼녀 역
- 미상 : 박형철, 조병호, 최규환을 조사하는 형사 1 역
- 미상 : 박형철, 조병호, 최규환을 조사하는 형사 2 역
- 미상 : 변호사 역
- 미상 : 요양원 직원 역
- 미상 : 양지수의 친구 역
- 미상 : 김태민 역 - 웨이터
- 미상 : 유동우 역
- 미상 : 의사 역
- 미상 : 형사 역
- 미상 : 최규환의 Bar 직원 역
- 미상 : 최규환의 아버지 역

#### 신에게 버림받은 남자 PART I
- 황준원 : 이상근 역 - 한뜻공동체 지도부
- 강민석
- 정구욱
- 강석원 : 잠복하는 형사 1 역
- 김일현 : 잠복하는 형사 2 역
- 신지연 : 양수혁의 부인 역
- 민경복
- 전미임 : 식당 사장 역
- 이인영
- 방우호
- 정다열
- 미상 : 김병기 역 - 살해당한 피해자
- 미상 : 양상국 역 - 살해당한 피해자
- 미상 : 형사 역
- 미상 : 기자 역
- 미상 : 열쇠수리공 역
- 미상 : 공사장 인부 역
- 미상 : 앵커 역

#### 신에게 버림받은 남자 PART II
- 박정학 : 문두현 역 - 한뜻공동체 설립자
- 오민석 : 강한태 역 - 한뜻공동체 신도, 악귀
- 이무생 : 서명수 역 - 한뜻공동체 신도
- 유지연 : 수진 역 - 강한태의 부인, 한뜻공동체 신도
- 이치형
- 김이레
- 장인수
- 유학승
- 박은영 : 한뜻공동체 신도 역
- 문동욱
- 이우민
- 윤병희 : 조사받는 남자 역
- 이종열
- 이승민
- 오영석
- 미상 : 10년전 처용의 파트너형사 역
- 미상 : 문두현의 내연녀 역
- 미상 : 형사 역
- 미상 : 조사받는 남자 역
- 강태성 : 최용준 역
- 장선호
- 장문석

### 우정출연
- 송민지 : 부검의 역